# 巴魯克·拿素爾
巴魯克·拿素爾·保錫（Baruc Nsue Burcet，1985年11月2日—），生於西班牙托納，赤道幾內亞足球運動員，司職中場，同時擁有西班牙國籍。

## 球員生涯
拿素爾生於西班牙托納，父親是赤道幾內亞人，其姓拿素爾，的母親則是加泰羅尼亞籍的人士其姓巴魯克，拿素爾一直在西班牙低級聯賽效力，是西丙球會曼迪烏中場核心，2009年7月，傑志在鼓吹西班牙化，拿素爾是傑志首五名西班牙外援之一。

## 國際賽生涯
2010年7月，拿素爾首次被赤道幾內亞國家隊徵召備戰8月11日友賽對摩洛哥。